# Siantar Estate
Siantar Estate is een bestuurslaag in het regentschap Simalungun van de provincie Noord-Sumatra, Indonesië. Siantar Estate telt 3845 inwoners (volkstelling 2010).